# Мамоново (Вологодская область)
Мамо́ново — деревня в Бабаевском районе Вологодской области.
Входит в состав Центрального сельского поселения (с 1 января 2006 года по 13 апреля 2009 года входила в Верхнее сельское поселение), с точки зрения административно-территориального деления — в Верхний сельсовет.
Расположена на правом берегу реки Колошма. Расстояние до районного центра Бабаево по автодороге — 115 км, до центра муниципального образования деревни Киино по прямой — 8 км. Ближайшие населённые пункты — Гринево, Завод, Пухтаево.
По переписи 2002 года население — 18 человек.